# Henschia quinquespinus
Henschia quinquespinus är en insektsart som beskrevs av Hamilton 2002. Henschia quinquespinus ingår i släktet Henschia och familjen dvärgstritar. Inga underarter finns listade i Catalogue of Life.